# The Flower Girl's Romance
The Flower Girl's Romance è un cortometraggio muto del 1912 diretto da George Melford e prodotto dalla Kalem Company.
Fu l'esordio cinematografico dell'attrice Neva Gerber, interprete del film insieme a Carlyle Blackwell, Jane Wolfe e William H. West.

## Produzione
Il film, prodotto dalla Kalem Company, fu girato a Glendale, in California.

## Distribuzione
Distribuito dalla General Film Company, il film - un cortometraggio di una bobina -  uscì nelle sale cinematografiche degli Stati Uniti il 22 novembre 1912. La Moving Pictures Sales Agency lo distribuì nel Regno Unito il 23 gennaio 1913.